# Tylototriton vietnamensis
Tylototriton vietnamensis é uma espécie de anfíbio caudado da família Salamandridae. Está presente no Vietname. A UICN classificou-a como em perigo de extinção.